# 和み匣 Innocent Greyファンディスク
『和み匣 Innocent Greyファンディスク』（なごみはこ イノセントグレイファンディスク）とは、Innocent Greyから発売されたアダルトゲーム。

## 概要
『カルタグラ 〜ツキ狂イノ病〜』と『PP-ピアニッシモ-〈操リ人形ノ輪舞〉』のファンディスクで、アドベンチャーゲーム3本と、ミニゲーム2本が収録されている。

### 内容
サクラメント 〜月ノ視ル夢〜
『カルタグラ』の由良ルートの後日談で、『カルタグラ』の最終章にあたる。
凛 〜雪に咲く花〜
『カルタグラ』のヒロイン凜の娼婦時代を描いたアドベンチャーゲーム。
いのぐれっ！
華陽学園に編入してきた少女・美波 栞を巡り、高城七七と綾崎楼子が巻き起こす騒動を描いたアドベンチャーゲーム。『カルタグラ』本編とは異なり、コミカルな内容になっている他、キャラクターの設定が変更されている。
真ロシアンスピリッツ 〜大作煉獄編〜
Innocent Greyの作品に何作か登場するたこ焼き屋の主人・荒田大作を主人公に据えた対戦型ミニゲーム。
KOF 〜勝気な女たちによる二人打ちポンジャン〜
秋五が7人の女たちとポンジャンで勝負するミニゲーム。

## 登場人物
凛（りん）
声：吉沢悠亜
遊郭「雪白」で働く女性。
『いのぐれっ！』では茶道の教師として登場している。
上月 由良（こうづき ゆら）
声：秋城柚月
上月 和菜（こうづき かずな）
声：秋城柚月
蒼木 冬史（あおき とうじ）
声：森井花音
犯罪組織「死の腕」の幹部。
『いのぐれっ！』では家庭科教師として登場し、割烹着姿を披露した。
橘 美華夏（たちばな みかげ）
声：うえおかあい
奏介の幼なじみ。雑誌社で働いている。
『いのぐれっ！』ではクラス委員長として登場。
高城 七七（たかしろ なな）
声：一色ヒカル
美波 栞（みなみ しおり）
声：かわしまりの
『いのぐれっ！』のメインキャラクターである謎めいた転校生。
白河 綾音（しらかわ あやね）
声：風音
御巫 久遠（みかなぎ くおん）
声：井村屋ほのか
『ピアニッシモ』における黒幕的存在。
『いのぐれっ！』では体育教師として登場し、厳しい一面を見せた。
高城 秋五（たかしろ しゅうご）
声：機知通

## スタッフ
- 音楽：MANYO

## 主題歌
『サクラメント〜月ノ視ル夢〜』エンディングテーマ「硝子の月」
歌：霜月はるか、作詞：六浦館、作曲＆編曲：MANYO
『いのぐれっ！』エンディングテーマ1「恋の心は謎だらけ」
歌：うえおかあい、作曲＆編曲＆作詞：MANYO
『いのぐれっ！』エンディングテーマ2「鍵は探して」
歌：風音、作曲＆編曲＆作詞：MANYO